# Sikorsky S-97
Sikorsky S-97 je vysokorychlostní víceúčelový bojový vrtulník vyvíjený společností Sikorsky Aircraft Corporation.

## Historie
Vývoj vrtulníku S-97 byl zahájen v souvislosti s programem americké armády AAS (Armed Aerial Scout), jehož cílem bylo získat náhradu za průzkumné vrtulníky OH-58 Kiowa. Přestože byl tento ambiciózní program v roce 2013 zrušen, firma Sikorski se rozhodla ve vývoji typu S-97 pokračovat a díky získaným zkušenostem vyvinout nové vrtulníky pro programy JMR (Joint Multi-Role) a především ambiciózní FVL (Future Vertical Lift). Pro vrtulník byla zvolena novátorská dvourotorová koncepce se zadní tlačnou vrtulí, vyzkoušená na technologickém demonstrátoru Sikorsky X2. Díky ní vrtulník dosahuje výrazně vyšší cestovní a maximální rychlosti, než konvenční typy. První prototyp stroje S-97  vzlétl 22. května 2015 na továrním letišti ve West Palm Beach na Floridě.